# Jean Claessens
Jean Claessens (1952 ) es un botánico, orquideólogo y explorador holandés.

## Algunas publicaciones

### Libros
- jean Claessens, jacques Kleynen. 2012. De bloem van de Europese orchidee, deel 1: Vorm. Orchideeën (74) 2: 34-37

- -----------------------, --------------------------. 2012. De bloem van de Europese orchidee, deel 2: De vroege bloeiers. Orchideeën (74) 3: 55-59

- -----------------------, --------------------------. 2012. De bloem van de Europese orchidee, deel 3: De late bloeiers. Orchideeën (74) 4: 84-88

- -----------------------, --------------------------. 2011. The flower of the European orchid. Form and function. 440 pp. ISBN 978-90-9025556-9

- -----------------------, --------------------------. 2006. Anmerkungen zur Hybridbildung bei Platanthera bifolia und P. chlorantha. Jour. Eur. Orch. 38(1): 3-28

- -----------------------, --------------------------. 2005. Pollination in the European orchids: four examples. Proc. 18th World Orchid Conf. Dijon-France: 572-577

- -----------------------, --------------------------, h. Baum, f. Opitz. 2004. Epipactis leptochila var. neglecta in der Eifel. J. für den Orchideenfreund 11 (1): 15-20

- -----------------------, --------------------------. 2002. Investigations on the autogamy in Ophrys apifera Hudson. Jbr. Naturwiss. Ver. Wuppertal 55: 62-77
- La abreviatura «J.Claess.» se emplea para indicar a Jean Claessens como autoridad en la descripción y clasificación científica de los vegetales.[1]

## Fuente
- Philippe Jaussaud & Édouard R. Brygoo. 2004. Du Jardin au Muséum en 516 biographies, Museo Nacional de Historia Natural de Francia, París, 630 pp.